# سفارة أوكرانيا في كرواتيا
سفارة أوكرانيا في كرواتيا هي أرفع تمثيل دبلوماسي لدولة أوكرانيا لدى كرواتيا. تقع السفارة في زغرب وهي تهدف لتعزيز المصالح الأوكرانية في كرواتيا.

## وصلات خارجية
- الموقع الرسمي
- قائمة سفارات أوكرانيا
- قائمة السفارات في كرواتيا